# U.S. Route 79
U.S. Route 79 (också kallad U.S. Highway 79 eller med förkortningen  US 79) är en amerikansk landsväg som går i en diagonal sträckning mellan Interstate 35 i Round Rock, Texas och U.S. Route 68 i Russellville, Kentucky. Den har en total längd av 1376 kilometer och har funnits sedan 1935.

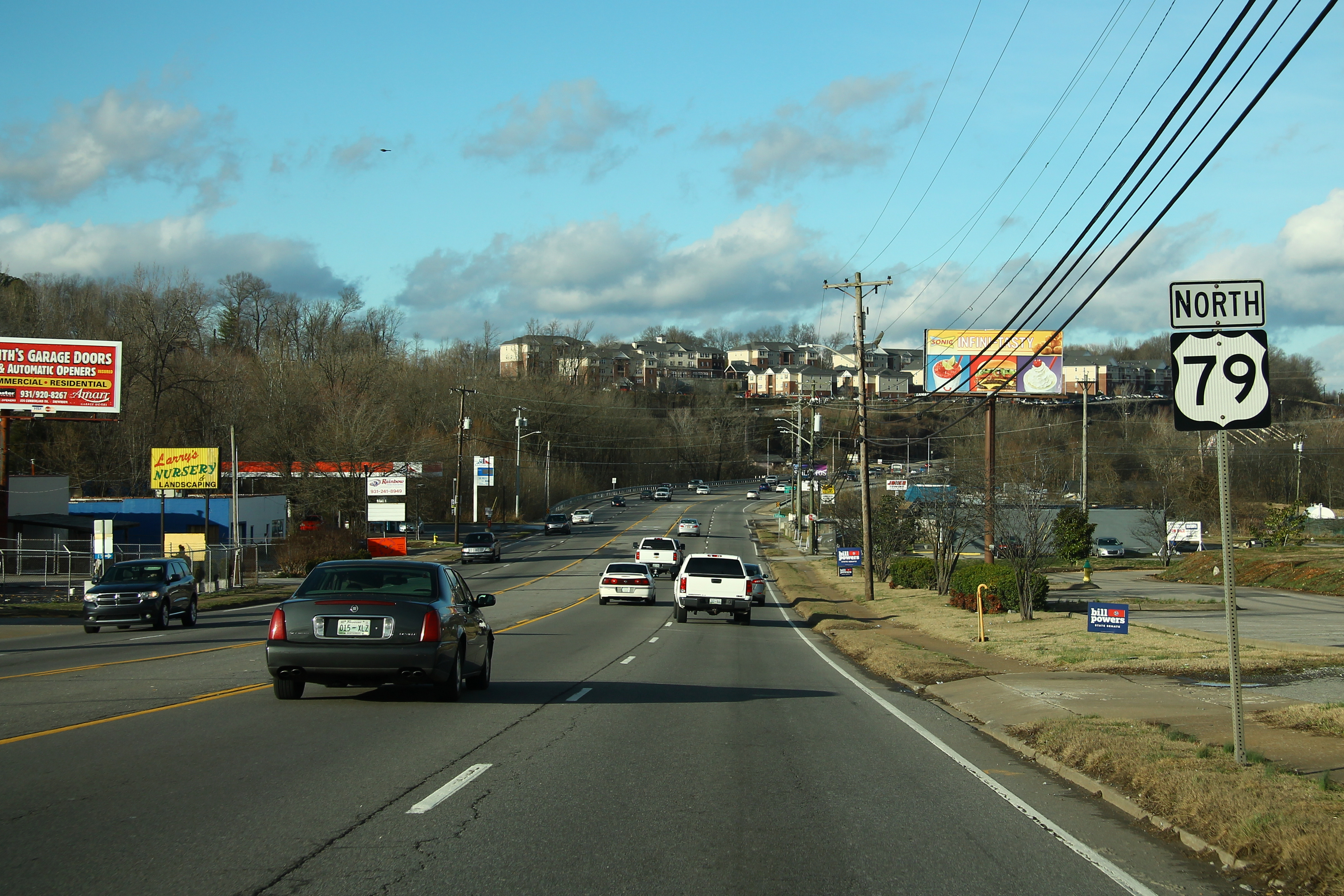
US 79 i Clarksville, Tennessee.